# Xanthesma melanoclypearis
Xanthesma melanoclypearis är en biart som först beskrevs av Exley 1969.  Xanthesma melanoclypearis ingår i släktet Xanthesma och familjen korttungebin. Inga underarter finns listade i Catalogue of Life.